# Trettonprickig plattpiga
Trettonprickig plattpiga (Hippodamia tredecimpunctata) är en skalbaggsart som först beskrevs av Carl von Linné 1758. Den ingår i släktet Hippodamia och familjen nyckelpigor.

## Underarter
Arten delas in i följande underarter:
- H. t. tredecimpunctata (med förekomst i Eurasien[7])
- H. t. tibialis (med förekomst i Nordamerika[7])

## Beskrivning
Precis som de nära släktingarna sjuprickig plattpiga och sandplattpiga har nyckelpigan röda täckvingar med svarta fläckar, hos denna art 13 (6 på varje täckvinge samt en i mitten, längst fram). Halsskölden är svart med vita till krämfärgade kanter. Benen är vanligen svarta med orange fötter och skenben. Kroppen är tämligen avlång jämfört med de flesta andra arter utanför släktet, och har en längd på 5,5 till 7 mm.

## Utbredning
I Europa omfattar utbredningsområdet Nord- och Mellaneuropa (inklusive de Brittiska öarna men exklusive Island) samt österut över Vitryssland, Ukraina, Moldavien, Ryssland, Georgien, Armenien, Azerbajdzjan, Kazakstan, Kirgizistan, Tadzjikistan, Turkmenistan, Uzbekistan och Afghanistan till Sibirien, Mongoliet, Kina, Koreahalvön och Japan Arten finns även i Nordamerika från Kanada till USA (utom de allra sydligaste delstaterna). I Sverige finns den i Götaland, Svealand och Norrlands kustland, medan den i Finland förekommer i södra och mellersta delarna av landet, med flest observationer i söder.

## Ekologi
Habitatet omfattar fuktiga områden som våtängar nära sjöar, floder och träsk, sankmarker och alkärr där den lever av bladlöss på gräs, halvgräs samt örter som flockblommiga växter. Under våren, innan bladlössen kommer fram, kan den även leva av mjöldagg på bladvass. I Europa är den aktiv under hela sommarhalvåret, med en topp under juli till oktober, i Nordamerika från maj till september. Övervintringen sker bland vissna löv och i de övre jordlagren i fuktiga biotoper.

## Bildgalleri

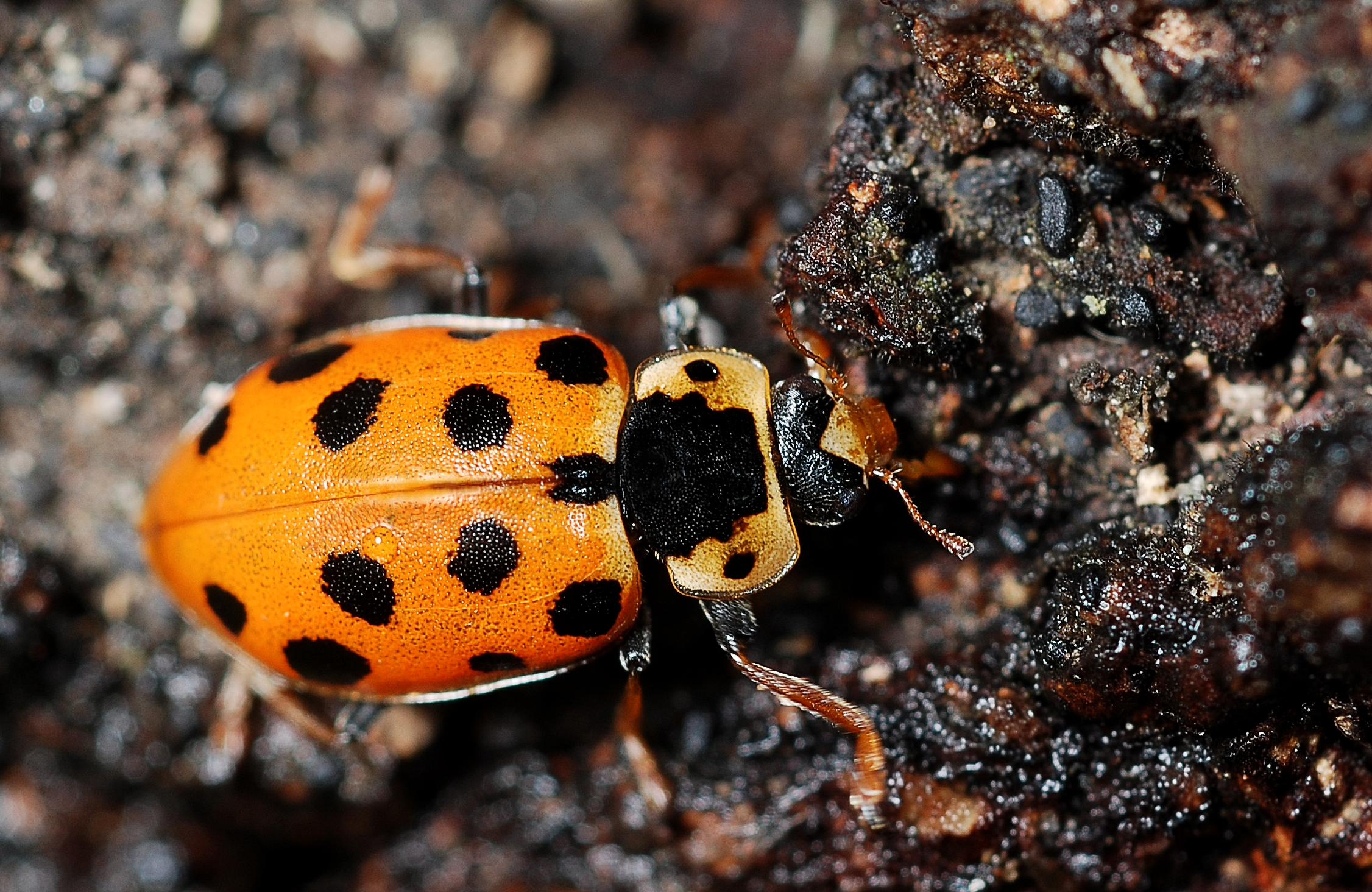
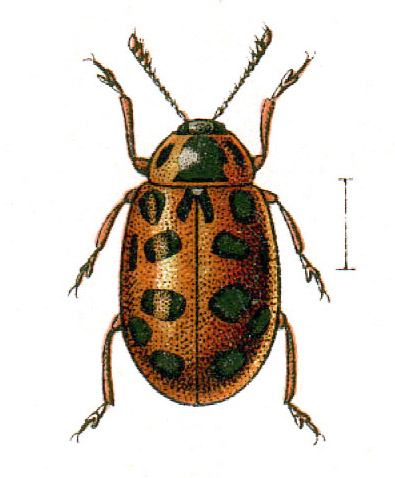
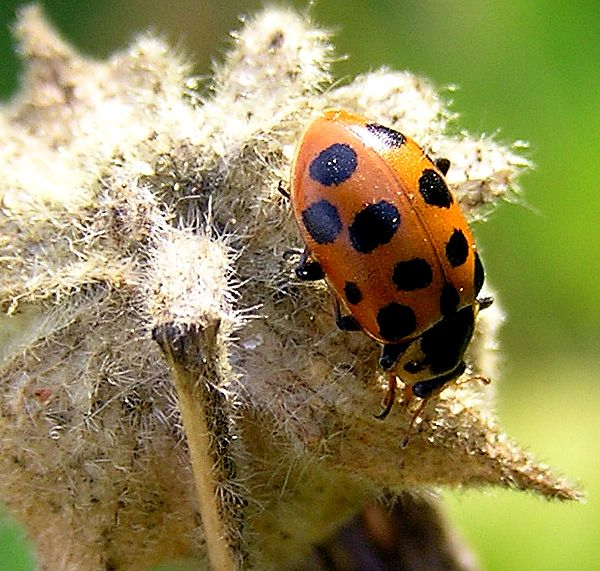
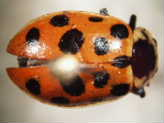